# Амброз, Тьерри
Тьерри Винстон Жордан Амброз (фр. Thierry Winston Jordan Ambrose; 14 августа 1998 года, Санс, Франция) — гваделупский и французский футболист, нападающий бельгийского клуба «Кортрейк» и сборной Гваделупы.

## Клубная карьера
Амброз является воспитанником «Манчестер Сити», в академию которого он перебрался в 2013 году. С 2016 года выступал за молодёжную команду клуба, провёл 8 матчей, забил 5 мячей. Летом 2017 года был отдан в аренду в нидерландский клуб НАК Бреда. 12 августа 2017 года дебютировал в Эредивизи в поединке против «Витесса», проведя на поле весь матч.